# Robert Menzies
Sir Robert Gordon Menzies, KT, AK, CH, QC (20 tháng 12 năm 1894 – 15 tháng 5 năm 1978), là một nhà chính trị Úc, và là Thủ tướng Úc thứ 12. Nhiệm kỳ thứ hai của ông chứng kiến việc ông trở thành vị thủ tướng phục vụ liên tục lâu nhât của Australia với thời gian 16 năm. Ông đã nhanh chóng vươn lên đến chức thủ tướng tại cuộc bầu cử năm 1940 trong đó đảng của ông giành thắng lợi suýt sao. Một năm sau, chính phủ của ông đã bị giải thể do các nghị sĩ quốc hội bỏ qua đảng khác. Ông đã trải qua 8 năm làm phe đối lập và trong thời gian này ông đã lập Đảng Tự do. Ông đã được bầu lại làm thủ tướng tại cuộc bầu cử năm 1949, và sau đó ông trấn áp chính trường Úc cho đến khi về hưu năm 1966. Menzies nổi tiếng là một người có tài diễn thuyết xuất sắc, trong Nghị viện hoặc trong lúc vận động bầu cử. Điển hình là bài diễn văn Những người bị bỏ quên (năm 1942) về tầm quan trọng của giai cấp trung lưu, không nên để bị bỏ quên trong chính sách nhà nước.

## Thời trẻ
Robert Gordon Menzies sinh ngày 20 tháng 12 năm 1894, cha là James Menzies và mẹ là Kate Menzies (nee Sampson) ở Jeparit, tại một thị xã nhỏ ở vùng Wimmera tây Victoria. Cha ông là một thủ kho, con trai của một chủ trại nhỏ từ Scotland di cư đến Úc giữa thập niên 1850 trong làn sóng đổ xô đi tìm vàng tại Victoria. Ông ngoại ông, John Sampson, là một người khai mỏ từ Penzance cũng đến để tìm vận may trên các mỏ vàng ở Ballarat, Victoria. Cha ông và một người chú của ông đều là nghị sĩ nghị viện Victoria, còn một ông bác nữa trước đó là đại diện cho Wimmera ở Hạ viện Úc. Ông tự hào về gốc tổ tiên từ cao nguyên Scotland của mình - biệt hiệu của ông là Ming, từ tiếng Scotland "Mingus" — một kiểu phát âm ông thường gọi tên của mình, "Menzies".